# Sapore di morte
Sapore di morte è un film italo-jugoslavo del 1990 diretto da Alfonso Brescia (con lo pseudonimo di Al Bradley).